# Бібліотека Берлінського університету імені Гумбольдтів
Бібліотека Берлінського університету імені Гумбольдтів (іноді Бібліотека Берлінського університету; нім. Universitätsbibliothek der Humboldt-Universität zu Berlin, UB HU Berlin) — публічна наукова бібліотека, що є частиною Берлінського університету імені Гумбольдтів, загальний обсяг фондів центральної бібліотеки та дев'яти філій становить близько 6,5 мільйона носіїв інформації. З 1810 по 1831 студенти і викладачі Берлінського університету використовували «Королівську бібліотеку»; у 1831 році відкрили нову університетську бібліотеку, яка до 1898 року й далі перебувала у віданні Королівської бібліотеки. У 2009 році центральний офіс переїхав до нещодавно відкритого Центру братів Грімм.

## Історія
Під час заснування Берлінського університету імені Гумбольдта, 1810 року, студенти використовували «Королівську бібліотеку» (Königliche Bibliothek), яка незабаром перестала відповідати університетським вимогам. У 1831 році створили нову університетську бібліотеку — за рік її здали в експлуатацію, коли мала у своєму зібранні 1668 томів. До 1898 року університетська бібліотека формально перебувала у віданні Королівської бібліотеки; першим приміщенням для бібліотеки університету стали дві кімнати на верхньому поверсі Королівської бібліотеки.
Пізніше університетська книгозбірня двічі переїжджала: в 1839 році вона розмістилася в будівлі «Adlerschen Saal» на вулиці Унтер-ден-Лінден, а в 1854 — в будинку на вулиці Таубенштрассе. 1835 року архітектор Карл Фрідріх Шинкель представив свій проєкт для нової будівлі бібліотеки — проєкт не був реалізований з фінансових причин. У перші десятиліття свого існування університетська бібліотека мала у своєму розпорядженні невеликий бюджет на закупівлю книг і зростала переважно користуючись з положення про передачу обов'язкового екземпляра, а також — внаслідок поглинання інших наукових бібліотек. Наприкінці 1870-х років бібліотеці надали фіксований бюджет із державних коштів. На початку XX століття бібліотека отримала кілька спеціальних грантів та запровадила плату за користування.

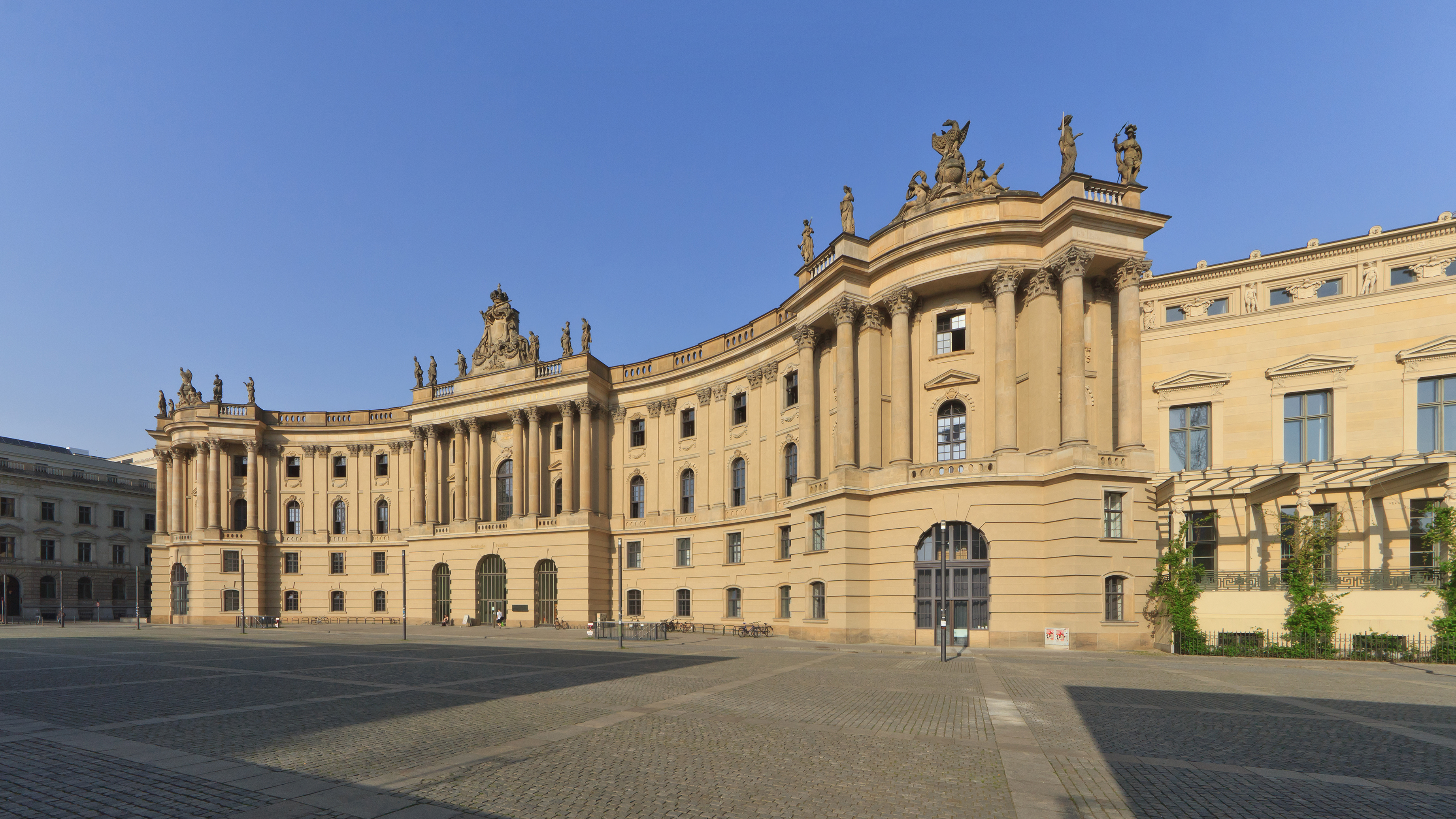
Будівля «Старої бібліотеки» (2014)

У період між 1871 та 1874 роками архітектор Пауль Емануель Шпікер (Paul Emmanuel Spieker, 1826—1896) спроєктував нову окрему будівлю для бібліотеки на вулиці Доротеєнштрассе. У простій цегляній будівлі з круглою аркою сьогодні розташована художня кафедра. З 1900 року для зберігання книг почали використовувати і сусідню будівлю на тій же вулиці. Незабаром після цього почалося будівництво спільної будівлі для Академії наук, Королівської бібліотеки та бібліотеки університету на ділянці землі між Унтер-ден-Лінден та Доротеєнштрассе — сьогодні Стара бібліотека. У квітні 1910 року університетська бібліотека переїхала до тимчасових приміщень на вулиці Universitätsstrasse. 2005 року університетська бібліотека остаточно залишила спільну будівлю.
За часів Веймарської республіки, в 1930 році, фонди бібліотеки досягли 831 934 томів: це була одна з провідних університетських бібліотек Пруссії. Після приходу до влади в Німеччині націонал-соціалістів, у 1933 році, з університетських фондів не спалили жодної книжки; втрати й пошкодження видань під час Другої світової війни також були відносно невеликими — хоча фонди не були переміщені, а залишалися в центрі Берліна.
За часів НДР багато галузевих бібліотек університету централізували; після повалення Берлінського муру, у 1989 році, однорівневу бібліотечну систему зберегли. Прогалини у придбанні, що виникли за попередні три десятиліття, скоротили коштом великої програми закупівель книжок, що виходили до ФРН та інших країн Західної Європи. Поступово бібліотеку сконцентрували в трьох кампусах: Adlershof, Campus Mitte і Campus Nord. У 2003 році книжки з відділень математики, фізики, інформатики, хімії, географії та психології зібрали в природничому кампусі в Адлерсгофі — тут створили бібліотеку з природничих наук. У 2009 році центральний осідок бібліотеки переїхав до нещодавно відкритого Центру братів Грімм.